# Tonofibrilla

Desmosoma en el que se ven filamentos de queratina, que son tonofibrilas.

Las tonofibrilas son estructuras proteicas citoplasmáticas que se encuentran en los tejidos epiteliales, que convergen en los desmosomas y en hemidesmosomas.
Las tonofibrilas están formadas por tonofilamentos, los cuales son un tipo de filamento intermedio del citoesqueleto.
Se cree que la proteína filagrina tiene un importante papel para mantener juntas las tonofibrilas.

## Morfología
Microscopio óptico
Las tonofibrillas (antes conocidas como fibrillas de resistencia) se observan como haces compactos formados por filamentos intermedios de longitud apreciable.

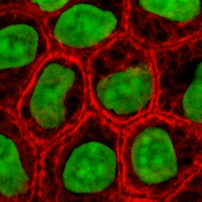
Tonofibrillas en rojo. Núcleos celulares en verde. Inmunotinción específica para microscopia confocal.

La tinción con HyE provoca una reacción química con las tonofibrillas y el citoplasma se ve eosinófilo.

Estas tonofibrillas, forman estructuras similares a jaulas alrededor del núcleo y se extienden desde la región perinuclear hacia la periferia celular.

## Estructura

Estructura molecular tridimensional de la fibra intermedia,